# Eric A. Havelock
Eric A. Havelock (3 de junio de 1903 - 4 de abril de 1988) fue un experto en literatura y filosofía clásicas, de origen británico que pasó la mayor parte de su vida en Canadá y los Estados Unidos. Fue profesor en la Universidad de Toronto y fue muy activo en el medio académico del movimiento socialista de Canadá durante la década de 1930. En la década de 1960 y 1970, fue el presidente de los estudios clásicos, tanto en la Universidad de Harvard como en la de Yale.
Havelock rompió radicalmente con sus propios maestros y propuso un modelo totalmente nuevo para la comprensión del mundo clásico, basado en una marcada división entre la literatura de los siglos VI y V antes de Cristo, por un lado, y la del siglo IV por el otro. La mayor parte del trabajo de Havelock consiste en desarrollar una sola tesis: el pensamiento occidental nace gracias a un profundo cambio en la forma de organizar las ideas por parte de la mente humana al transformarse la filosofía griega, desde un punto inicial oral, a ser escrita y leída.
Entre sus obras fundamentales se destaca Prefacio a Platón, del año 1963, y La Musa aprende a escribir, del año 1986.

## Obras fundamentales
- The Lyric Genius of Catullus. Oxford: Blackwell, 1939.
- The Crucifixion of Intellectual Man, Incorporating a Fresh Translation into English Verse of the Prometheus Bound of Aeschylus. Boston: Beacon Press, 1950. Reprinted as Prometheus. Seattle: University of Washington Press, 1968.
- The Liberal Temper in Greek Politics. New Haven: Yale University Press, 1957.
- Preface to Plato. Cambridge: Harvard University Press, 1963. Traducción española: Visor, 1994.
- Prologue to Greek Literacy. Cincinnati: University of Cincinnati Press, 1971.
- The Greek Concept of Justice: From its Shadow in Homer to its Substance in Plato. Cambridge: Harvard University Press, 1978.
- The Literate Revolution in Greece and its Cultural Consequences. Princeton, N.J.: Princeton University Press, 1981.
- The Muse Learns to Write: Reflections on Orality and Literacy from Antiquity to the Present. New Haven: Yale University Press, 1986. Traducción española: Paidós, 1996; 2008.